# 假如…卡達隊長是超級士兵？
〈假如…卡達隊長是超級士兵？〉（英語：What If... Captain Carter Were The First Avenger?）是美國超級英雄類型的迷你網路動畫影集《無限可能：假如…？》的首播集，改編自漫威的同名漫畫。本集为漫威電影宇宙的系列作品之一，與漫威電影宇宙系列電影處於同一架空世界和共同世界。本集故事發生於2011年電影的平行時間線中，佩姬·卡特替代史提芬·羅傑斯，被注入超級士兵血清，成為超級英雄「卡特隊長」。本集由A·C·布拉德利編劇，布萊恩·安德魯執導。
傑佛瑞·懷特為觀察者配音，以該角色的身份負責影集旁白。海莉·艾特沃回歸聲演佩姬·卡特，主要配音演員還包括喬許·基頓、多米尼克·庫珀、尼爾·麥克唐納、賽巴斯汀·斯坦、陶比·瓊斯、羅斯·馬奎德和布萊德利·惠特福德。本集動畫由製作完成，斯蒂芬·弗蘭克擔當動畫師。
〈假如…卡達隊長是超級士兵？〉於2021年8月11日在Disney+首播。

## 劇情
第二次世界大戰期間，美軍選拔史提芬·羅傑斯成為「超級士兵」的候選人，將為他注射亞拉伯罕·艾斯金博士研發的超級士兵血清。當該項目的投資者霍華·史塔克即將啟動注射程序時，一名潛入了實驗室的九頭蛇間諜殺死戰略科學軍團的主管查斯特·菲利普並將羅傑斯擊傷。隨著一眾官員一起留在了實驗現場的佩姬·卡特擊斃間諜，自願替代羅傑斯作為受實驗者接受血清注射，成為超級士兵「卡特隊長」。
九頭蛇的首領「紅骷髏」約翰·施密特找到宇宙魔方，他計劃用宇宙魔方出製造強大的武器，但戰略科學軍團的新主管約翰·弗林無意派遣士兵去阻止紅骷髏，亦不願意派遣卡特執行外勤任務，而且具有大男子主義的弗林對卡特使用了超級士兵血清感到不滿。霍華於是暗中用汎合金為卡特打造了一副盾牌，並為她製作了一件超級英雄戰衣。卡特使用霍華贈予的裝備襲擊九頭蛇的軍隊，成功取回宇宙魔方並將為九頭蛇工作的科學家阿尼姆·索拉帶回戰略科學軍團。霍華利用魔方為羅傑斯製作一套機甲戰衣。羅傑斯駕駛機甲成為「九頭蛇踩踏者」，與卡特並肩作戰，對抗九頭蛇。
羅傑斯的好友巴奇·巴恩斯被九頭蛇俘虜，卡特攻入敵營救出巴恩斯和他的戰友。羅傑斯登上行駛中的火車，進入九頭蛇設下的陷阱，跌落深淵。卡特等人只能推測羅傑斯已經犧牲。卡特審問索拉，得知紅骷髏的藏身之處。她與霍華、巴恩斯以及其他戰友潛入九頭蛇的基地。卡特遭遇紅骷髏利用宇宙魔方釋放出的巨型生物。紅骷髏隨後被怪物殺死。巴恩斯發現受傷的羅傑斯，幫助他重新進入機甲戰衣的駕駛室。羅傑斯和卡特聯手對付怪物。但失去宇宙魔方的機甲很快就沒有了驅動力。卡特與羅傑斯道別之後，選擇犧牲自己，將怪物逐出這個宇宙。
70年後，宇宙魔方再次開啟另一端的傳送門，卡特與尼克·福瑞和克林特·巴頓相遇。

## 製作

### 開發
2018年9月，漫威影業宣佈為迪士尼旗下在線流媒體平台Disney+開發數個限定影集。2019年3月，漫威確認製作一部基於漫畫《假如…？》改編的動畫影集。凱文·費吉將擔當這部獨立單元劇的製片人，影集講述如果系列電影中的關鍵時刻出現不同於影片中情況時會發生什麼，例如洛基能夠舉起索爾的雷霆戰鎚。曾在電影中出演主要角色的多位演員有望為動畫配音。2019年4月，迪士尼和漫威正式宣佈製作影集。導演布萊恩·安德魯於2018年與漫威影業的執行製片人布拉德·溫德鮑姆會面。2019年8月，A·C·布拉德利確定擔當首席編劇，布萊恩·安德魯確定擔當影集導演。影集的執行製片人包括布拉德·溫德鮑姆、凱文·費吉、路易斯·德·埃斯波西托（Louis D'Esposito）、維多莉亞·阿隆索、布萊恩·安德魯和A·C·布拉德利，凱莉·瓦聖納（Carrie Wassenaar）擔當製片人:2。本集標題為〈假如…卡達隊長是超級士兵？〉（What If... Captain Carter Were The First Avenger?），由布萊恩·安德魯執導，A·C·布拉德利編劇，本集故事發生於2011年電影的平行時間線中。

### 選角

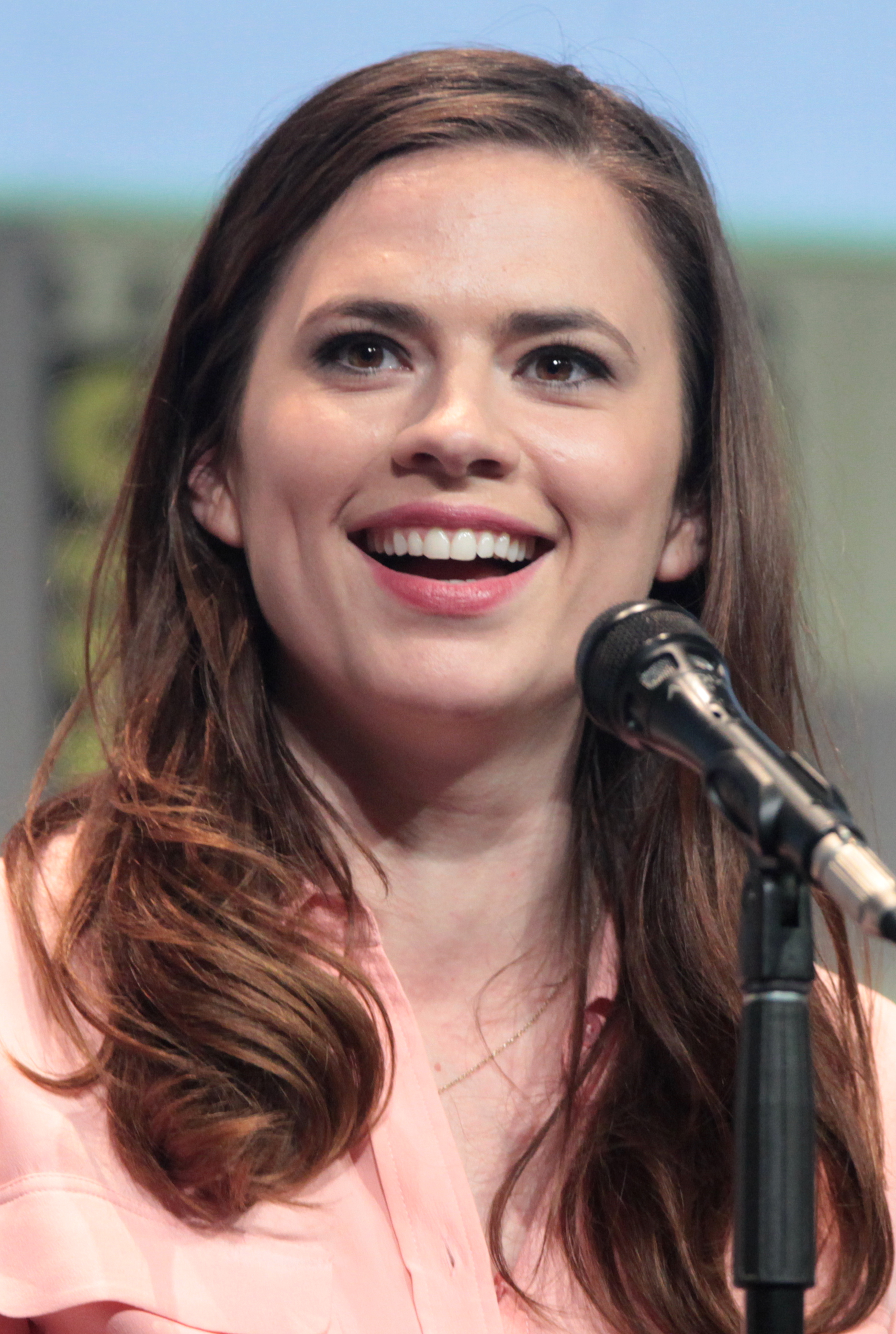
海莉·艾特沃回歸聲演佩姬·卡特

傑佛瑞·懷特為觀察者配音，以該角色的身份負責影集旁白，該角色類似於影集中的旁白解說羅德·塞林。漫威繼續啟用曾在電影中出演主要角色的多名演員為動畫配音，2011年電影《美國隊長》中的多名演員回歸參演本集，海莉·艾特沃聲演佩姬·卡特，山繆·傑克森聲演尼克·福瑞，史丹利·特治聲演亞拉伯罕·艾斯金，多米尼克·庫珀聲演霍華·史塔克，尼爾·麥克唐納聲演蒂莫西·「達姆彈」·杜根，賽巴斯汀·斯坦聲演巴奇·巴恩斯，陶比·瓊斯聲演阿尼姆·索拉。此外，漫威電影宇宙的演員傑瑞米·雷納聲演克林特·巴頓／鷹眼，布萊德利·惠特福德聲演約翰·弗林（John Flynn），惠特福德在漫威短片電影《卡特探員》中首次出演該角色。在漫威電影宇宙系列電影中出演史提芬·羅傑斯的克里斯·伊凡沒有參演影集，喬許·基頓在本集中為該角色配音。在2011年電影《美國隊長》中出演約翰·施密特／紅骷髏的雨果·威明也沒有參演影集，羅斯·馬奎德在本集中為該角色配音。羅斯·馬奎德接替雨果·威明在2018年電影《復仇者聯盟3：無限之戰》和2019年電影《復仇者聯盟4：終局之戰》中出演紅骷髏。達雷爾·哈蒙德聲演納粹將軍。

### 動畫
本集動畫由製作完成:30:30，斯蒂芬·弗蘭克擔當動畫師。動畫中的人物造型基於電影中演員形象通過卡通渲染完成，製作時借鑒了20世紀40年代系列片和老戰爭電影的風格。儘管整部影集具有統一的動畫藝術風格，但是每集的調色等後期處理略有不同:4。

## 音樂
羅拉·卡普曼為本集作曲，音樂原聲帶於2021年8月13日由漫威音樂和好萊塢唱片聯合發行。
| 〈假如…卡達隊長是超級士兵？〉音樂原聲帶 | 〈假如…卡達隊長是超級士兵？〉音樂原聲帶 | 〈假如…卡達隊長是超級士兵？〉音樂原聲帶 |
| 曲序                                    | 曲目                                    | 时长                                    |
| --------------------------------------- | --------------------------------------- | --------------------------------------- |
| 1.                                      |                                         | 1:07                                    |
| 2.                                      |                                         | 1:39                                    |
| 3.                                      |                                         | 1:25                                    |
| 4.                                      |                                         | 0:56                                    |
| 5.                                      |                                         | 1:35                                    |
| 6.                                      |                                         | 2:02                                    |
| 7.                                      |                                         | 0:45                                    |
| 8.                                      |                                         | 1:39                                    |
| 9.                                      |                                         | 1:04                                    |
| 10.                                     |                                         | 1:22                                    |
| 11.                                     |                                         | 0:47                                    |
| 12.                                     |                                         | 2:29                                    |
| 13.                                     |                                         | 0:39                                    |
| 14.                                     |                                         | 2:06                                    |
| 15.                                     |                                         | 1:08                                    |
| 16.                                     |                                         | 1:44                                    |
| 17.                                     |                                         | 0:37                                    |
| 18.                                     |                                         | 0:38                                    |
| 总时长：                                | 总时长：                                | 23:48                                   |

## 發行
〈假如…卡達隊長是超級士兵？〉於2021年8月11日在Disney+首播。

## 迴響
〈假如…卡達隊長是超級士兵？〉得到整體好評。根据評論匯總网站爛番茄汇总的9篇评论文章，100%的评论家给予该作正面评价，使之獲得「認證新鮮」標識，平均打分为8分（满分10分）。

## 備註
1. ↑  主時間線中，間諜的計劃是在實驗成功後在二樓引爆炸彈。
2. ↑  此分歧點事件造成的蝴蝶效應如下：
間諜計劃在實驗開始前在現場引爆炸彈→間諜留在現場等待時機→一眾軍官隨著他一起留在現場→佩姬·卡特因而決定留在現場

因此，分歧點事件其實是發生在間諜的計劃出現不同的一刻，因為在主時間線中：
間諜計劃在實驗成功後在二樓引爆炸彈→間諜上二樓觀看實驗並暗地裏放置炸彈→一眾軍官隨著他一起上二樓→佩姬·卡特因而決定上二樓

但由於卡特注射血清的直接原因是她在實驗開始時留在了現場，因此觀察者誤以為分岐點事件發生在卡特選擇留在現場的一刻，並忽略了事件的間接原因（真正的分歧點事件）——間諜的計劃出現了不同。
3. ↑  間諜的計劃變為在實驗開始前在現場引爆炸彈[a]，導致此時間點出現分岐點事件，分裂出一條全新的分支時間線，衍生出本集中不同於2011年電影的後續故事。[b]

## 資料來源
1. ↑  Kroll, Justin. . Variety. 2018-09-18  [2018-09-18]. （原始内容存档于2018-09-19） （美国英语）.
2. 1 2  Sciretta, Peter. . /Film. 2019-03-12  [2019-03-20]. （原始内容存档于2019-03-20） （美国英语）.
3. ↑  Dinh, Christine. . Marvel.com. 2019-04-12  [2021-07-29]. （原始内容存档于2019-04-12） （美国英语）.
4. 1 2  Ashaari, Alleef. . Kakuchopurei. 2021-08-02  [2021-08-02]. （原始内容存档于2021-08-02） （美国英语）.
5. ↑  Radulovic, Petrana. . Polygon. 2019-08-24  [2019-08-24]. （原始内容存档于2019-08-24） （美国英语）.
6. 1 2   (PDF). Disney Media and Entertainment Distribution. 2021-07-30  [2021-08-01]. （原始内容存档 (PDF)于2021-08-01） （美国英语）.
7. 1 2 3  Howard, Kirsten. . Den of Geek. 2021-08-11  [2021-08-11]. （原始内容存档于2021-08-11） （美国英语）.
8. ↑  Davids, Brian. . The Hollywood Reporter. 2021-08-02  [2021-08-03]. （原始内容存档于2021-08-02） （美国英语）.
9. ↑  Ferme, Antonio. . Variety. 2021-07-08  [2021-07-09]. （原始内容存档于2021-07-09） （美国英语）.
10. ↑  Jorgensen, Tom. . IGN. 2021-08-10  [2021-08-10]. （原始内容存档于2021-08-10） （美国英语）.
11. ↑  Gallagher, Simon. . Screen Rant. 2021-08-11  [2021-08-11]. （原始内容存档于2021-08-11） （美国英语）.
12. ↑  Bradley, A.C. . . 第1季. 第1集. 2021-08-11  [2021-08-14]. Disney+. （原始内容存档于2021-09-01） （美国英语）.片尾演職員表於29:15開始。
13. ↑  Arrant, Chris. . Newsarama. 2020-04-15  [2020-04-17]. （原始内容存档于2020-04-17） （美国英语）.
14. ↑  Jones, Marcus. . Entertainment Weekly. 2019-08-23  [2019-08-24]. （原始内容存档于2019-08-24） （美国英语）.
15. ↑  Salazar, Andrew J. . Discussing Film. 2019-09-06  [2019-09-27]. （原始内容存档于2019-09-22） （美国英语）.
16. ↑  . Soundtrack.Net. 2021-08-13  [2021-08-15]. （原始内容存档于2021-08-14） （美国英语）.
17. 1 2  . Film Music Reporter. 2021-08-12  [2021-08-15]. （原始内容存档于2021-08-13） （美国英语）.
18. ↑  Ridgely, Charlie. . ComicBook.com. 2021-07-08  [2021-07-08]. （原始内容存档于2021-07-08） （美国英语）.
19. ↑  . Rotten Tomatoes. Fandango Media.   [2021-09-03] （美国英语）.

## 外部連結
- 互联网电影数据库上假如…卡達隊長是超級士兵？的资料（英文）